# Karola Gramann

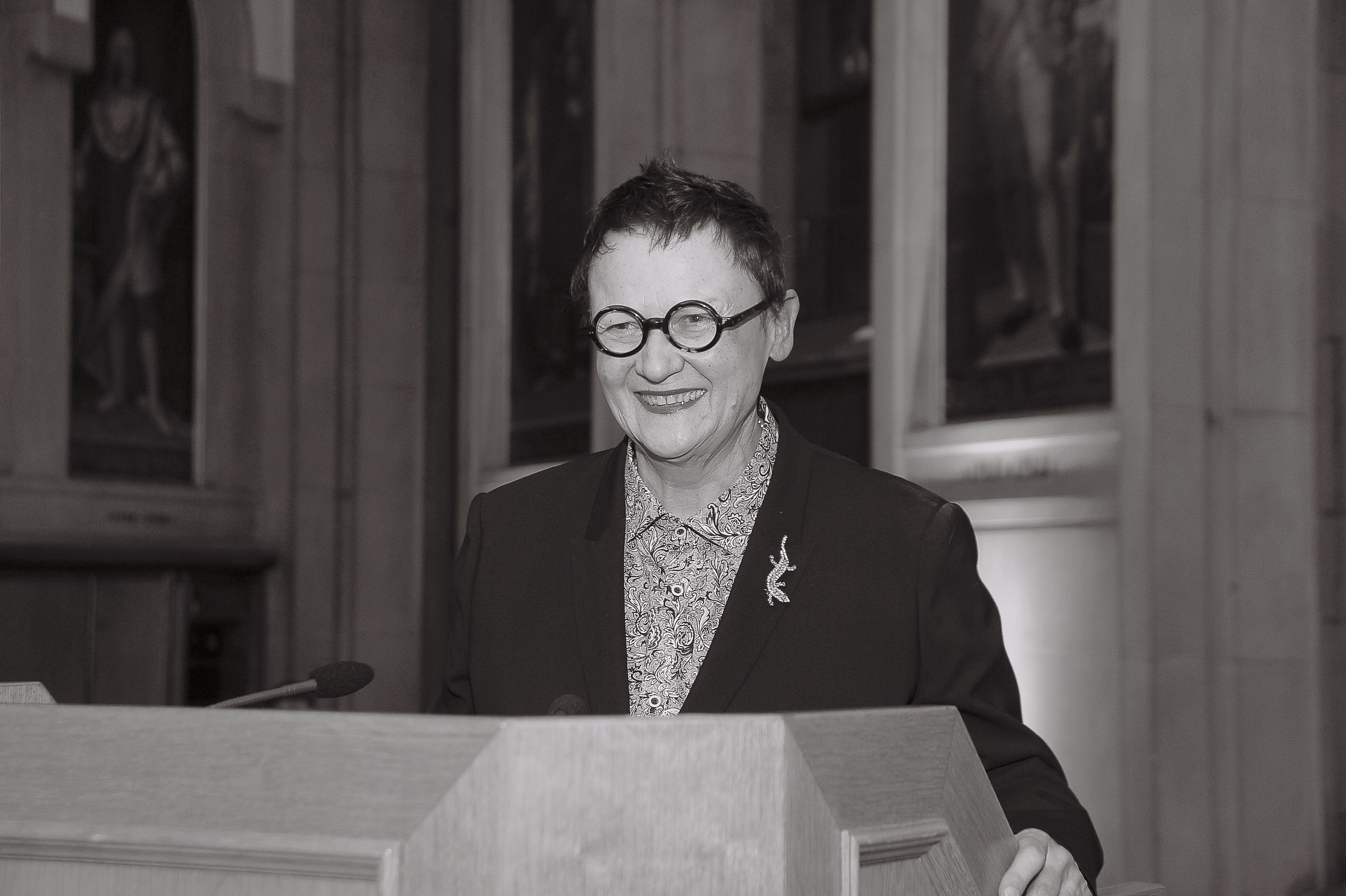
Karola Gramann 2015 bei der Verleihung des Tony-Sender-Preises im Kaisersaal des Römers, Frankfurt am Main

Karola Gramann (* 1948 in Gerolzhofen/Ufr.) ist eine deutsche Filmwissenschaftlerin und Filmkuratorin. Von 2006 bis 2019 war sie künstlerische Leiterin der Kinothek Asta Nielsen e. V.

## Biografisches
Karola Gramann wurde 1948 in Gerolzhofen geboren und wuchs in Würzburg auf. In den sechziger Jahren zog sie für eine Ausbildung zur Buchherstellerin nach Frankfurt am Main. Dort absolvierte sie zunächst ein Volontariat beim Suhrkamp Verlag und wechselte später als Herstellungsassistentin zum S. Fischer Verlag. Sie machte Abitur auf dem zweiten Bildungsweg und studierte von 1975 bis 1983 Anglistik, Amerikanistik und Neuere deutsche Literatur in Frankfurt am Main und London.

## Feministische Film- und Kinoarbeit
Seit Mitte der 1970er Jahre beschäftigt sich Karola Gramann mit Film und Kino. Parallel zu ihrem Studium startete Gramann ihre filmkuratorische Karriere, für die es in den siebziger Jahren noch keine institutionalisierten Ausbildungswege gab. Während eines Studienaufenthaltes in England belegte sie 1975/76 Kurse an der British Film Institute (BFI) Summerschool in Stirling. In Lectures u. a. bei Laura Mulvey, Claire Johnston, Richard Dyer, Stuart Hall und Angela Martin standen für Gramann Themen wie feministische Filmtheorie, die Auseinandersetzung der Avantgarden mit marxistischen Positionen, das Hollywood-Kino sowie die Anfänge schwul-lesbischer Kritik am herrschenden Kino im Vordergrund. 1977/78 setzte sie ihr Studium in London am Polytechnic of Central London, der heutigen University of Westminster, fort und besuchte parallel Abendkurse am BFI bei Richard Dyer. Weitere filmwissenschaftliche Studien folgten in Frankfurt am Main bei den Pionierinnen und Pionieren der deutschsprachigen feministisch-kritischen Filmwissenschaft Christine Noll Brinckmann, Gertrud Koch, Karsten Witte und Heide Schlüpmann. Im Fokus ihrer Arbeit stehen feministische, lesbische und queere Positionen, in Filmen sichtbare Geschlechterverhältnisse sowie Frauen als Akteurinnen in der Filmgeschichte. Weitere Schwerpunkte sind experimentelle Filme, Film in seiner Materialität und die Geschichte des Kinos.
Seit 1975 publiziert Karola Gramann Aufsätze und Bücher über Film, sie kuratiert und führt selbst vor, immer orientiert am „widerständigen“, dem verborgenen Kino: So übersetzte sie während des Studiums den Schlüsseltext der feministischen Filmtheorie „Visual Pleasure and Narrative Cinema“ (1975) von Laura Mulvey ins Deutsche. Als freie Filmkuratorin war sie international tätig, u. a. für die Frauenfilmtage in der Schweiz (Die Frau mit der Kamera, 1985) und für das deutsche Goethe-Institut: das Kurzfilmprogramm Seeking, Finding, Remebering (1987) mit Filmproduktionen aus der Bundesrepublik Deutschland von 1948 bis 1984 zeigte sie auch in Südostasien, Südosteuropa und den USA.
Karola Gramann war bis 1983 Redaktionsmitglied der 1974 in Berlin von der Regisseurin Helke Sander gegründeten feministischen Filmzeitschrift Frauen und Film (seit 1983 Stroemfeld Verlag, Frankfurt am Main) und ist seither Mitarbeiterin und Autorin des international bedeutenden und in Europa einzigen Periodikums zum Thema Feminismus und Film. Sie gehörte außerdem zu den Gründungsherausgeberinnen der „Feministischen Studien“ (De Gruyter Verlag, Berlin). Die erste Ausgabe unter der Redaktion von Karola Gramann und Heide Schlüpmann erschien mit dem Titel „In den Brüchen der Zeit“ 1982.
Von 1985 bis 1989 leitete sie die Internationalen Kurzfilmtage Oberhausen. In dieser Zeit war Gramann zudem für die Programmauswahl von Filmproduktionen aus sozialistischen Ländern verantwortlich und richtete eine Video-Sektion ein.
Seit 1990 lebt Karola Gramann in Frankfurt am Main und arbeitet als freie Kuratorin im In- und Ausland. In Frankfurt war sie von 1990 bis 1993 Co-Leiterin der Frankfurter Filmschau. Von 1999 war Karola Gramann Referentin für Kunst und Kultur im Frauenreferat der Stadt Frankfurt. In dieser Zeit war sie, gemeinsam mit Frauendezernentin Sylvia Schenk und Amtsleiterin Renate Krauß-Pötz, u. a. für die Konzeption und Organisation der Expertinnen-Befragung an „Runden Tischen“ mit abschließendem Hearing 1999 zur städtischen Förderung der Chancengleichheit von Frauen im Kunst- und Kulturbereich verantwortlich.
Von 1995 bis 2005 war Karola Gramann wissenschaftliche Mitarbeiterin und Dozentin am Institut für Theater-, Film- und Medienwissenschaft der Universität Frankfurt am Main.

## Kinothek Asta Nielsen
Gramann initiierte und gründete zusammen mit der Filmprofessorin Heide Schlüpmann und anderen im Jahr 2000 die Kinothek Asta Nielsen, mit dem Ziel, die Film- und Kinoarbeit der Neuen Frauenbewegung sowie die Produktionen von Regisseurinnen aus der Frühzeit des Films wieder aufzunehmen, sichtbar zu machen und in den Kontext des 21. Jahrhunderts zu stellen. Von 2006 bis 2018 war Karola Gramann künstlerische Leiterin der Kinothek Asta Nielsen, des in Europa einzigen Archivs und Forschungsinstituts für feministisch-queere Filmarbeit. Von 2018 bis Ende 2019 leitete sie die Kinothek gemeinsam mit der Filmwissenschaftlerin und -kuratorin Gaby Babić. Seit Anfang 2020 ist sie als Wissenschaftliche Mitarbeiterin im Archiv der Kinothek tätig.
Im Rahmen der Kinothek Asta Nielsen und in Zusammenarbeit mit Heide Schlüpmann realisierte Gramann zahlreiche Filmreihen und Retrospektiven, unter anderem diese:
Eine Filmretrospektive mit internationalem Symposium L’Invitation au Voyage – Germaine Dulac machte 2002 das Werk der französischen Regisseurin, Produzentin und Filmtheoretikerin Germaine Dulac (1882–1942) wieder zugänglich. Der Name Die Einladung zur Reise greift einen Filmtitel Dulacs auf. In Zusammenarbeit mit der Deutschen Kinemathek Berlin gab die Kinothek Asta Nielsen dazu in der Reihe Kinemathek das Heft N. 93 heraus.
2007 widmete die Frankfurter Kinothek ihrer Namensgeberin, dem dänischen Kinostar Asta Nielsen (1881–1972), eine umfassende Filmretrospektive mit weiteren Stationen in Berlin, Wien, Zürich, Bologna und Amsterdam. 2009 erschien die von Karola Gramann, Heide Schlüpmann und anderen herausgegebene zweibändige Publikation Unmögliche Liebe. Asta Nielsen, ihr Kino und Nachtfalter. Asta Nielsen, ihre Filme.
2012 stellte die Kinothek in dem Symposium mit Filmprogramm Erste unter Gleichen das Werk der französischen Filmpionierin Alice Guy (1873–1968) in Zusammenarbeit mit dem Deutschen Filmmuseum e. V. (DIF) dem Frankfurter Publikum vor. Im gleichen Jahr folgte EXTRA TROUBLE. Jack Smith in Frankfurt, ein von Gramann und Schlüpmann kuratiertes Programm zu einem der ersten US-amerikanischen Regisseure des Underground-Films.
Eine weitere Entdeckung aus der Filmgeschichte stellten Karola Gramann und Heide Schlüpmann 2017 vor. In einer mit Musik begleiteten Werkschau zeigt die Kinothek frühe neorealistische Stummfilme der Pionierin des italienischen Kinos, Elvira Notari (1875–1946). Das mehrtägige Filmfestival Transito. Elvira Notari – Kino der Passage fand in Zusammenarbeit mit ZDF/ARTE, dem Institut für Theater-, Film- und Medienwissenschaft und dem Pupille Kino in der Frankfurter Universität statt.
Karola Gramann, Heide Schlüpmann und Gaby Babic konzipierten u. a. das Filmfestival  Remake. Frankfurter Frauen Film Tage, das im November 2018 zu den Themenschwerpunkten 100 Jahre Frauenwahlrecht und 50 Jahre feministische Filmarbeit zum ersten Mal stattfand. In der ersten Ausgabe des Remake-Festivals standen u. a. die Geschichte feministischer Filmfestivals, wie das Women’s Event Edinburgh'72, und Filmproduktionen von Frauen, die nicht aus weißen, mitteleuropäischen oder US-amerikanischen Kulturen kommen, auf dem Programm.

## Auszeichnungen
- 2015 wurde Karola Gramann für ihr lebenslanges politisch-kritisches Engagement in der Film- und Medienkultur der Tony-Sender-Preis der Stadt Frankfurt am Main verliehen.[19]
- 2017 erhielt die Kinothek den mit 50.000 € dotierten Binding-Kulturpreis, der an Karola Gramann und Heide Schlüpmann überreicht wurde.[20]
- 2018 wurden Karola Gramann und Heide Schlüpmann als „Menschen des Respekts“ in der Kinothek Asta Nielsen von der Hessischen Landesregierung ausgezeichnet.[21]

## Schriften (Auswahl)
- Heide Schlüpmann, Eric de Kuyper, Karola Gramann u. a. (Hg.): Asta Nielsen, 2 Bde. Bd. 1: Unmögliche Liebe. Asta Nielsen, ihr Kino. Bd. 2: Nachtfalter. Asta Nielsen, ihre Filme, Verlag Filmarchiv Austria, Wien 2010, 2. Auflage, ISBN 978-3-902531-84-1.
- Bernd Aretz, Rosita Nenno, Christian Rathke, Peter Weiermair, Gudrun Bucher, Martin Dannecker, Isa Fleischmann-Heck, Karola Gramann, Raymond Hesse, Barbara Schrödl: Macht Leder Lust – Verborgene Codes der Lederbekleidung im 20. Jahrhundert, Ausstellungskatalog und Audio-CD zur gleichnamigen Ausstellung im Deutschen Ledermuseum, Offenbach 2008, ISBN 3-00-024422-0.
- Karola Gramann (Red.): die weiberwirtschaft. frauen in kunst und kultur. Dokumentation der Anhörung vom 17. Mai 1999 und der Runden Tische vom November 1998 bis März 1999. Frauenreferat der Stadt Frankfurt (Hg.) 1999.
- Karola Gramann: Seeking, finding, remembering: short films from the Federal Republic of Germany, Transl. J. S. Roth, Mayr, Miesbach 1987.
- Karola Gramann (Red.): Widerstand im Film – Film als Widerstand. Frankfurt am Main: Haag und Herchen, 1985, ISBN 3-88129-908-4.
- Karola Gramann (Red.): The Atomic Cinema : Fiktion und Wirklichkeit nuklearer Bedrohung, Arnoldshainer Filmgespräche 1, Haag + Herchen, Frankfurt/M. 1984, ISBN 3-88129-839-8.
- Karola Gramann, Heide Schlüpmann, Wolfgang Jacobsen: Hertha Thiele, Stiftung Deutsche Kinemathek, Berlin 1983.
- Karola Gramann, Gertrud Koch, Bernhard Pfletschinger u. a.: Lust und Elend: Das erotische Kino, Bucher, München und Luzern 1981, ISBN 3-7658-0369-3.
- Karola Gramann: Visuelle Lust und narratives Kino. Dt. Übersetzung von Laura Mulvey: Visual Pleasure and Narrative Cinema. Erstveröffentlichung in: Gislind Nabakowski, Helke Sander, Peter Gorsen (Hg.): Frauen in der Kunst, Bd. 1, Suhrkamp Verlag, Frankfurt am Main 1980, S. 30–46, ISBN 978-3-518-10952-6.
- Rainer Bunz und Karola Gramann (Redaktion): Handbuch Jury der evangelischen Filmarbeit '76, hg. vom Gemeinschaftswerk der Evangelischen Filmpublizistik e. V. Frankfurt 1976.
- Karola Gramann, Heide Schlüpmann: „raus aus den prokrustesbetten!“, In: Frauen und Film, Heft 22, S. 36–47.
- Karola Gramann, Gertrud Koch, Heide Schlüpmann: „Lust an Bildern, Bilder ohne Lust – Erfahrungen der Diskrepanz“, In: Frauen und Film, Heft 30, S. 6–12.

## Mitgliedschaften
Karola Gramann ist Mitglied im Verband der deutschen Filmkritik, im Film- und Kinobüro Hessen und der Initiative Kultur und Homosexualität e. V.